# دره تگزاس

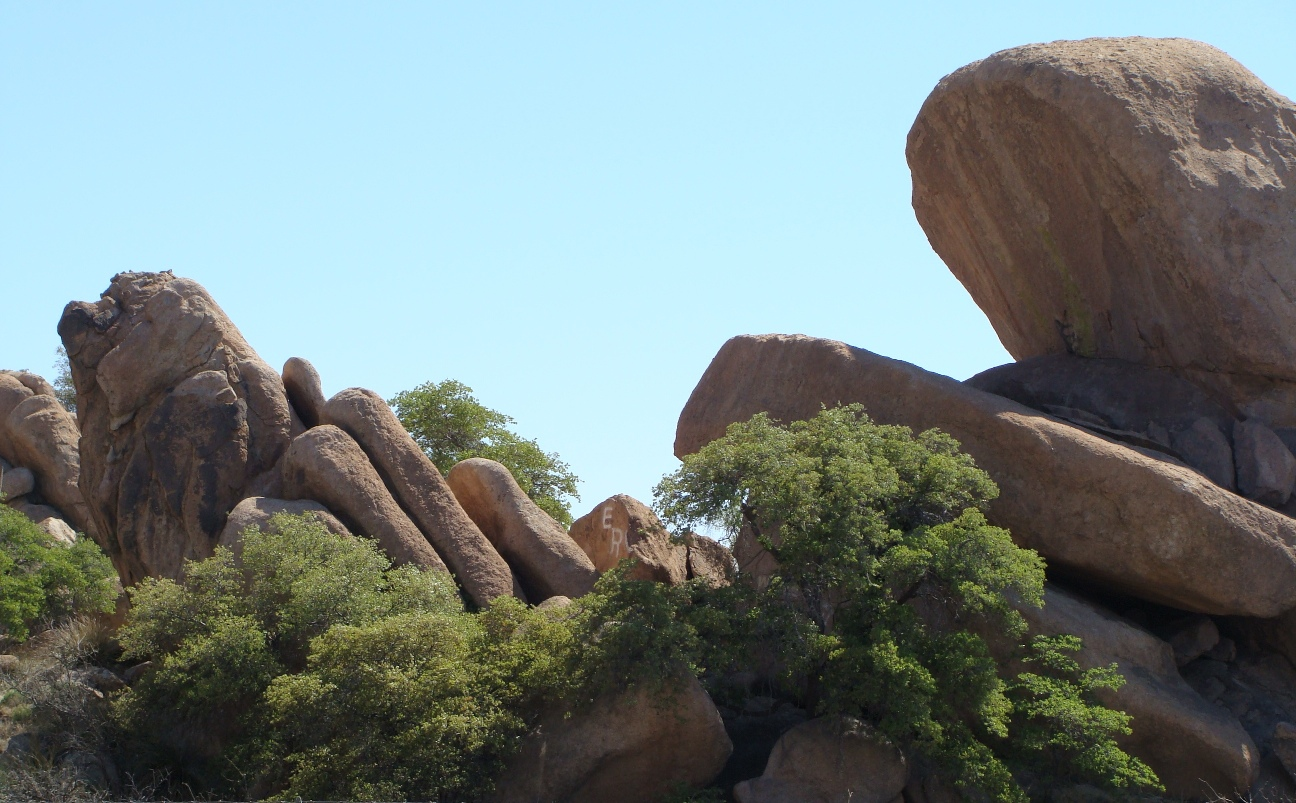

دره تگزاس (به انگلیسی: Texas Canyon) نام یک منطقه تفریحی در جنوب آریزونا است.
محبوبیت این ناحیه بخاطر وجود سنگها و صخره‌های صیقل یافته ایست که جذب کننده علاقه‌مندان ورزش سنگ نوردی است.